# Loud Tour (R5)
Il Loud World Tour è la terza tournée musicale del gruppo pop rock e alternative rock statunitense R5 e il primo tour mondiale della band, svoltosi fra marzo e agosto 2013.

## Informazioni sul tour
Il tour è iniziato il 15 marzo 2013 a Santa Ana, in California, ed è terminato con uno spettacolo a Sydney, in Australia, il 2 agosto 2013. Ha incluso 38 date negli Stati Uniti, 8 in Canada, 2 in Francia, 2 nel Regno Unito e una in Australia.
Il tour ha promosso il secondo EP della band, Loud, il primo pubblicato dall'etichetta discografica Hollywood Records, oltre che alcuni brani tratti dalla colonna sonora della serie TV Austin & Ally, di cui uno dei membri del gruppo, Ross Lynch, è protagonista e interprete di molte canzoni.

## Artisti di supporto
- DJ Ryland Lynch (spettacoli principali)[5][6]
- Taylor Mathews (15 marzo - 14 maggio)[7]
- Alex Aiono (15 marzo - 14 maggio)[7]
- Brandon & Savannah (15 - 24 marzo e 15 - 19 maggio)[7]
- Sunderland (30 marzo - 19 maggio)[8]
- Hollywood Ending (20 aprile - 14 maggio)[9]

## Scaletta
1. Fallin' for You
2. Cali Girls
3. Can You Feel It
4. I Want You Bad
5. Say You'll Stay
6. Not a Love Song
7. Keep Away From This Girl
8. Medley:
  1. Pour Some Sugar on Me (cover dei Def Leppard)
  2. Shut Up and Let Me Go (cover dei The Ting Tings)
9. Heard It on the Radio
10. Wishing I Was 23
11. Crazy 4 U
12. Here Comes Forever
13. A Billion Hits
14. Loud

### Variazioni alla scaletta
- Il medley Thrift Shop (cover di Macklemore e Ryan Lewis) / Work Out (cover di J. Cole) è stata eseguita in alcuni concerti.
- La cover dei Def Leppard Pour Some Sugar on Me è stata eseguita a Santa Ana, San Diego, Montréal e Vancouver.

## Recensioni
Brie David della rivista canadese Faze ha affermato di essere rimasto impressionato dall'esultanza del pubblico per la band. Ha messo in risalto l'armonia tra Ross, Riker e Rocky Lynch e ha dichiarato che "avrebbero anche potuto fare di più oltre a suonare e cantare. Durante tutto lo spettacolo i ragazzi hanno mostrato i loro movimenti con naturalezza ballando e suonando i loro strumenti". Il giornalista ha inoltre affermato che la band non ha fatto uso di grandi effetti speciali durante gli spettacoli e il loro talento è prevalso. "Questo concerto è sicuramente uno di quelli da ricordare, poiché gli R5 hanno mostrato il loro vero talento senza particolari effetti speciali. La musica fantastica e il pubblico fanno voglia di ritornare a quella sera". Joe Cage di Hit Zone Online ha dichiarato che assistere ai concerti degli R5 è una fantastica esperienza da non perdere. Ha affermato che la band "è stata fantastica nel sfuggire dagli stereotipi delle boyband" e ha commentato: "hanno fatto la loro parte per assicurarsi che il pubblico si stesse divertendo, coinvolgendolo, invitando tutti a cantare e a battere le mani, scattando foto con la folla, addirittura facendo quasi surf tra essa. Tutti hanno passato dei momenti fantastici".

## Date del tour
| Data           | Città             | Stato                 | Luogo                         |
| Nord America   | Nord America      | Nord America          | Nord America                  |
| -------------- | ----------------- | --------------------- | ----------------------------- |
| 15 marzo 2013  | Santa Ana         | Stati Uniti d'America | Yost Theater                  |
| 16 marzo 2013  | San Diego         | Stati Uniti d'America | Epicenter                     |
| 17 marzo 2013  | Phoenix           | Stati Uniti d'America | Celebrity Theatre             |
| 19 marzo 2013  | Salt Lake City    | Stati Uniti d'America | In The Venue                  |
| 20 marzo 2013  | Denver            | Stati Uniti d'America | Bluebird Theatre              |
| 22 marzo 2013  | Dallas            | Stati Uniti d'America | House of Blues                |
| 24 marzo 2013  | Austin            | Stati Uniti d'America | Stubb's Jr                    |
| 25 marzo 2013  | Tulsa             | Stati Uniti d'America | Cain's Ballroom               |
| 26 marzo 2013  | Columbia          | Stati Uniti d'America | The Blue Note                 |
| 28 marzo 2013  | Lawrence          | Stati Uniti d'America | Granada Theater               |
| 29 marzo 2013  | Minneapolis       | Stati Uniti d'America | Mill City Nights              |
| 30 marzo 2013  | Chicago           | Stati Uniti d'America | House of Blues                |
| 1º aprile 2013 | St. Louis         | Stati Uniti d'America | The Firebird                  |
| 2 aprile 2013  | Indianapolis      | Stati Uniti d'America | Deluxe at Old National Centre |
| 4 aprile 2013  | Cleveland         | Stati Uniti d'America | House of Blues                |
| 5 aprile 2013  | Pontiac           | Stati Uniti d'America | The Crofoot                   |
| 6 aprile 2013  | Buffalo           | Stati Uniti d'America | Town Ballroom                 |
| 7 aprile 2013  | Allentown         | Stati Uniti d'America | Crocodile Rock Cafe           |
| 9 aprile 2013  | Lancaster         | Stati Uniti d'America | The Chameleon Club            |
| 11 aprile 2013 | New York          | Stati Uniti d'America | Irving Plaza                  |
| 12 aprile 2013 | Huntington, NY    | Stati Uniti d'America | Paramount Theatre             |
| 13 aprile 2013 | Richmond          | Stati Uniti d'America | National Theater              |
| 14 aprile 2013 | Norfolk           | Stati Uniti d'America | The NorVa Theatre             |
| 16 aprile 2013 | Charlottesville   | Stati Uniti d'America | Jefferson Theater             |
| 18 aprile 2013 | Cincinnati        | Stati Uniti d'America | Twentieth Century Theatre     |
| 19 aprile 2013 | Nashville         | Stati Uniti d'America | Rocketown                     |
| 20 aprile 2013 | Atlanta           | Stati Uniti d'America | The Masquerade                |
| 21 aprile 2013 | St. Petersburg    | Stati Uniti d'America | The Palladium                 |
| 23 aprile 2013 | Orlando           | Stati Uniti d'America | ThePlaza 'Live' Theatre       |
| 25 aprile 2013 | Baltimore         | Stati Uniti d'America | Rams Head Live!               |
| 26 aprile 2013 | Filadelfia        | Stati Uniti d'America | Theatre of the Living Arts    |
| 28 aprile 2013 | Freehold Township | Stati Uniti d'America | Encore Event Center           |
| 30 aprile 2013 | Clifton Park      | Stati Uniti d'America | Upstate Concert Hall          |
| 2 maggio 2013  | Boston            | Stati Uniti d'America | Paradise Rock Club            |
| 4 maggio 2013  | Montréal          | Canada                | Corona Theatre                |
| 5 maggio 2013  | Ottawa            | Canada                | Bronson Centre                |
| 6 maggio 2013  | Hamilton          | Canada                | Molson Canadian Studio        |
| 7 maggio 2013  | London, Ontario   | Canada                | Music Hall Lounge             |
| 10 maggio 2013 | Winnipeg          | Canada                | Garrick Centre                |
| 11 maggio 2013 | Saskatoon         | Canada                | Louis' Pub                    |
| 12 maggio 2013 | Edmonton          | Canada                | Starlite Room                 |
| 14 maggio 2013 | Vancouver         | Canada                | Rio Theatre                   |
| 15 maggio 2013 | Seattle           | Stati Uniti           | El Corazon                    |
| 16 maggio 2013 | Portland          | Stati Uniti           | Hawthorne Theatre             |
| 18 maggio 2013 | San Francisco     | Stati Uniti           | Great American Music Hall     |
| 19 maggio 2013 | Los Angeles       | Stati Uniti           | House of Blues                |
| Europa         |                   |                       |                               |
| 30 giugno 2013 | Parigi            | Francia               | Nouveau Casino                |
| 1º luglio 2013 | Parigi            | Francia               | Nouveau Casino                |
| 3 luglio 2013  | Londra            | Regno Unito           | Dingwalls                     |
| 5 luglio 2013  | Londra            | Regno Unito           | Dingwalls                     |
| Australia      |                   |                       |                               |
| 2 agosto 2013  | Sydney            | Australia             | Metro Theatre                 |